# دورا ومدينة الذهب المفقودة
دورا ومدينة الذهب المفقودة (بالانجليزية Dora and the Lost City of Gold) هو فيلم مغامرة أمريكي من إخراج جيمس بوبين. إنه عبارة عن مباشر واستمرار للمسلسل التلفزيوني التابع لـنيكلودين مغامرات دورا . تقوم ببطولة الفيلم ايزابيلا مونير دور دورا المغامرة، حيث يلعب كل من أوجينيو ديربيز ومايكل بينيا وإيفا لونجوريا وداني تريجو في الأدوار الأخرى.
عرض الفيلم في الولايات المتحدة يوم الجمعة الموافق 9 أغسطس 2019 بواسطة Paramount Pictures . لقد تلقت تعليقات إيجابية بشكل عام من النقاد الذين أشادوا بأداء مونير وروح الدعابة التي اكتسبتها، وحقق الفيلم مكاسب وصلت إلي 83 مليون دولار في جميع أنحاء العالم.

## ملخص
بعد أن قضت دورا معظم حياتها في استكشاف الغابة مع والديها لا شيء يمكن أن يعد بالنسبة لدورا المغامرة الأخطر على الإطلاق في المدرسة الثانوية. نظرًا لأنها المغامرة دائمًا، تجد دورا نفسها سريعًا برفقة موزو (صديقها القرد أفضل صديق لها) وابن عمها دييغو ومجموعة من المراهقين في مغامرة لإنقاذ والديها وحل اللغز المستحيل وراء حضارة الإنكا الضائعة حيث تذهب لإحدى مدن الإنكا وتدخل في مغامرة جديدة ومثيرة.
عندما يبلغ عمر دورا ودييجو ستة أعوام وسبع سنوات، يغادر دييغو ليكون مع عائلته في لوس أنجلوس، بينما لا تزال عائلة دورا تبحث عن مدينة إنكا الخفية التي تسمي مدينة باراباتا.
بعد عشر سنوات، قام آباء دورا بتشفير موقع باراباتا Parapata لكنهم قرروا إرسال دورا إلى مدرسة دييغو في لوس أنجلوس أثناء سفرهم إلى المدينة المفقودة. فعلي دورا ان تبقي مع عائلة دييغو، تقابل دورا زميلي دييجو في المدرسة سامي وراندي، لكن دييغو يعتبرها محرجة. في رحلة ميدانية إلى المتحف، اغري كل من دورا واصدقائها الجدد ارشيف سري، حيث يتم القبض عليهم من قبل المرتزقة الذين يقومون بنقلهم إلى دولة بيرو. عندما يهبطون، يساعدهم رجل يدعى أليخاندرو، يقوم أليخاندرو بمساعدة دورا ورفاقها من الفرار من المرتزقة ويعد أليخاندرو صديق لوالدي دورا بمساعدة من الثعلب سَنْقَر Swiper تمكن من سرقة خريطة التي تملكها دورا. أفادت أليخاندرو أن والدا دورا قد اختفيا، وأن المرتزقة يبحثون عنهم على أمل الدخول مدينة باراباتا الضائعة وذلك لسرقة كنوزها. دورا تصمم على العثور على والديها أولاً بمساعدة أليخاندرو، في الوقت نفسه يحاول بقية زملاء دورا ودييغو المراهقين انقاذ دورا ومن معه بأي شكل
تنتقل المجموعة مروراً ببضع العقبات، بما في ذلك الرمال المتحركة، وألغاز الإنكا المدمرة، والهجمات المختلفة من حراس الغابات الخاصة بمدينة باراباتا. بعد العديد من المخاطر، تصل دورا إلى والديها خارج حدود مدينة باراباتا، لكن أليخاندرو يكشف أنه كان يعمل مع المرتزقة طوال الوقت ويقوم بأسرهم. يتم القبض على المراهقين الآخرين أيضا، ولكن القرد موزو يساعدهم على الهروب. مع لكن والدي دورا لازالا اسيرين لدي أليخاندرو والمرتزقة الخاصين به يقرر المراهقون العثور على الطريق الدخول إلي مدينة باراباتا على أمل الحصول على الكنز الذي يمكنهم استخدامه للمساومة على إطلاق سراح إلينا وكول.
داخل المدينة الخفية، تحل دورا وغيرها العديد من الألغاز في المعبد وتفادى مصائدها، وتصل بهم إلى ضريح الأوسط. تبين أن أليخاندرو كان يتابعهم، ويحاول سرقة تمثال المعبود المركزي نفسه، ولكنه يقع في فخ. الجنود الذين يحرسون باراباتا، بقيادة الملكة، يهزمون المرتزقة ويواجهون المراهقين. تتحدث دورا إليهم بلغة الكويتشوا، مؤكدة أن المراهقين جاءوا فقط لانقاذ والديها وللتعلم فقط وليس لسرقة كنوزهم. يسمح الإنكا للشباب وعائلة دورا بالمغادرة، مما يسمح لهم بإلقاء نظرة على أعظم كنوزهم.
المراهقون ووالدا دورا يصلان إلى منزل الغابة الخاص بدورا. يناقش والداها الذهاب انهما سيذهبا في رحلة استكشافية أخرى كعائلة بأكملها، لكن دورا قررت العودة إلى المدرسة في لوس أنجلوس. تحتفل والمراهقون الآخرون في حفلة بينما يظل اليخاندرو ومرتزقته سجناء في مدينة باراباتا عقاباً لهم علي فعلتهم.

## طاقم التمثيل
- إيزابيلا مونير في دور دورا
  - مادلين ميراندا في دور دورا الصغيرة
- أوجينيو ديربيز في دور أليخاندرو جوتيريز
- مايكل بينا في دور والد دورا
- إيفا لانغوريا في دور ايلينا، والدة دورا
- داني تريجو في صوت القرد موزو
- جيف والبرج في دور ديغو ابن عم دورا
  - مالاشي بارتون في دور ديغو الصغير
- بينيشيو ديل تورو في صوت الثعلب سنقر
- نيكولاس كومب في دور رندي
- مادلين مادن في دور سامي
- تيمويرا موريسون في دور بويل
- أدريانا باراز في دورالجدة فاليري
- بيا ميلر في دور مامي عمة دورا
- كوريانكا كيلتشر في دور اميرة الانكا كاويليكا
- إيسلا فيغا في دور سيدة عجوز
- مارك وينر في دور الخريطة
- ساشا تورو في حقيبة الظهر
- دي برادلي بيكر في دور إحد الحيونات

## إنتاج الفيلم
في يوم الثلاثاء الموافق 24 أكتوبر 2017، تم إبرام صفقة لإصدار نسخة مباشرة من المسلسل التلفزيوني الشهير مغامرات دورا، من إخراج جيمس بوبين حيث تعاقدت شركات بارامونت بيكتشرز ونيكلودين مع نيكولاس ستولر ودانييل سانشيز-ويتزل وذلك لوضع السيناريو الخاص بالفيلم مع إنتاج مايكل باي من شركة البلاتين ديونز المنتجة، على الرغم من أن باي نفسه لن يشارك في الإنتاج. ومع ذلك في أغسطس 2018، كشف باي أنه هو وشركائه في شركة بلاتينيوم ديونز Platinum Dunes لم يشاركوا أبدًا في إنتاج الفيلم، وأن التقرير الذي نشر لأول مرة في أكتوبر 2017 كان غير صحيح. قيل إن الفيلم سوف يصور نسخة مراهقة من دورا المغامرة التي تنتقل إلى المدينة لتعيش مع ابن عمها دييغو. تم الإعلان عن تاريخ إصدار الفيلم يوم الثلاثاء الموافق 2 أغسطس 2019  في مايو 2018، تم التوقيع مع النجمة الأمريكية من اصول لاتينيةإيزابيلا مونر لتلعب دورا المراهقة بطلة الفيلم. بدأ المنتجين في التفاوض مع الممثل أوجينيو ديربيز للانضمام لطاقم تمثيل الفيلم في يونيو 2018 . تم تأكيد ظهوره في يوليو 2018، مع ممثل ميكي مورينو للقيام بدور ديغو لكنه اعتذر عن اداء الدور وتم الإعلان ان النجم جيفري وولبرج سيحل محله. تم التوقيع مع النجمين إيفا لونجوريا ومايكل بينيا للقيام بدور والدي دورا. انضمت ايضاً النجمة مادلين مادن إلى طاقم التمثيل في الفيلم. في أكتوبر 2018، تم إضافة النجمة كوريانكا كيلتشر الي طاقم العمل لتقوم بدور اميرة الانكا كاويليكا. في نوفمبر 2018، تم اختيار بيا ميلر في دور مامي عمة دورا. في ديسمبر 2018، انضم بينيشيو ديل تورو إلى طاقم الممثلين لاداء صوت الثعلب سنقر. في مارس 2019، أعلن داني تريجو أنه انضم إلى الفيلم باعتباره صوت القرد موزو.
في مقابلة مع مجلة فوربس كشفت ايزبيلا مونر أنها تعلمت لغة الكيشوا للشخصية. وقالت إن الفيلم "سينقل الجماهير إلى مدينة ماتشو بيتشو الواقعة في كوزكو في دولة بيرو بين جبلين من سلسلة جبال الأنديز على ارتفاع 2340 متر فوق سطح البحر "وذلك لاستكشاف ثقافة الإنكا التي لا يعرف عنها الكثيرين من الناس خاصتاً الذين يسكنون خارج الامريكتين ". وعلقت أيضًا أن " شخصية دورا مثقفة جدًا وهي تعرف كل شيء عن كل شيء"، وأيضًا " شخصية دورا ليس لها أصل عرقي محدد".

### التصوير سينمائي
بدأ طاقم العمل في تصوير الفيلم يوم الموافق الاثنين 6 أغسطس 2018، في مقاطعة كوينزلاند في دولة أستراليا  وانتهى طاقم العمل من تصوير اخر مشاهد الفيلم في أوائل ديسمبر 2018.

### التسويق
تم إصدار المقطع الدعائي الخاص بالفيلم خلال مهرجان جوائز اختيار الأطفال لعام 2019 وذلك يوم السبت الموافق 23 مارس 2019. وكشف المقطع أيضًا أن الكاتب المشارك في فيلم سيارات وحشية ماثيو روبنسون شارك في كتابة السيناريو الخاص بالفيلم مع الكاتب نيكولاس ستولر.

## إطلاق سراح
من المقرر أن يصدر الفيلم يوم الثلاثاء الموافق 9 أغسطس 2019 كما يظهر في المقطع الدعائي الخاص بالفيلم. كان من المقرر أن يتم عرضه في الفترة بين 2 أغسطس 2019 و 31 يوليو 2019.
و من المقرر ان يصدر في مصر يوم 14 أغسطس 2019

## الاستقبال

### شباك التذاكر
اعتبارًا من الاحد 11 أغسطس 2019، حققت فيلم دورا ومدينة الذهب المفقودة 17 مليون دولار في الولايات المتحدة وكندا، و 2.5 مليون دولار في بلدان أخرى، بمبلغ إجمالي عالمي بلغ 19.5 مليون دولار، مقابل ميزانية إنتاج بلغت 49 مليون دولار.
في الولايات المتحدة وكندا، تم عرض الفيلم إلى جانب ذا كينتشين، ذا ارت اوف ريسينج ان ذا راين، قصص مخيفة تحكى في الظلام وبراين بانكس، وكان من المتوقع أن يبلغ إجمالي إيراداته حوالي 15-20 مليون دولار في حوالي 3500 مسارح في العرض الافتتاحي في عطلة نهاية الأسبوع. .
 حقق الفيلم ارباح بمقدار 6.7 مليون دولار في يومه الأول، بما في ذلك 1.25 مليون دولار من معاينات ليلة الخميس ودخل لأول مرة إلى 17 مليون دولار، واحتل المركز الرابع في شباك التذاكر و 46 ٪ من جمهوره كان لاتيني، بينما 32 كانت نسبة القوقاز و 11 ٪ من الأمريكيين من أصل أفريقي و 10 ٪ من سكان آسيا. انخفضت الارباح بنسبة 51 ٪ في عطلة نهاية الأسبوع الثاني إلى 8.5 مليون دولار، وجاء في المركز السادس. ثم حقق ارباح بنسبة 5.3 مليون دولار في عطلة نهاية الأسبوع الثالث و 4.1 مليون دولار في نهاية الاسبوع الرابع، و 2.7 مليون دولار في نهاية الاسبوع الخامس من العرض الفيلم.

### استجابة نقدية
على موقع مجمع المراجعة الطماطم الفاسدة Rotten Tomatoes حصل الفيلم نسبة موافقة تبلغ 82٪ بناءً على 82 تقييمًا، مع متوسط تقييم 6.49 / 10. يقرأ الإجماع النقدي للموقع، «ان اداء الفنانة ايزابيلا مونر في فيلم دورا ومدينة الذهب المفقودة هي مغامرة لطيفة للعائلة تحافظ على روح الشباب فهي تعد المادة الاساسية لذلك.» أعطى موقع ميتاكريتيك Metacritic الفيلم مراجعة ذات معدل متوسط مرجح قدره 63 من أصل 100، استنادًا إلى راي 15 من النقاد، مما يشير إلى«مراجعات إيجابية عمومًا». أعطى الجمهور الفيلم في استطلاع أجرته شركة سينماسكور CinemaScore حيث ان الفيلم حصل علي تقييم درجة متوسطة من "A" على مقياس A + إلى F ، في حين ذكر PostTrak أن رواد السينما من البالغين والأطفال أعطوه تقييم متوسط 4.5 و 3.5 نجوم من أصل 5، على التوالي.
كتب بيتر ديبروج من فاريتي: «في حين أن معظم الممثلين (وخاصة ديربيز) يلعبون إصدارات عريضة من الشريط الحدودي من شخصياتهم، فإن مونر لديه عيون واسعة وموقف متشابك دائمًا نربطه بدورة، لكنه يضيف مستوى من الكاريزما الشخصية المتحركة لا يمكن أن تنقل.»

## روابط خارجية
- دورا و مدينة الذهب المفقودة على موقع IMDb (الإنجليزية)
- دورا و مدينة الذهب المفقودة على موقع ميتاكريتيك (الإنجليزية)
- دورا و مدينة الذهب المفقودة على موقع روتن توميتوز (الإنجليزية)
- دورا و مدينة الذهب المفقودة على موقع قاعدة بيانات الأفلام العربية
- دورا و مدينة الذهب المفقودة على موقع ألو سيني (الفرنسية)
- دورا و مدينة الذهب المفقودة على موقع أول موفي (الإنجليزية)
- دورا و مدينة الذهب المفقودة على موقع بوكس أوفيس موجو (الإنجليزية)
- دورا و مدينة الذهب المفقودة على موقع فيلمافينيتي (الإسبانية)
- دورا و مدينة الذهب المفقودة على موقع قاعدة بيانات الفيلم (الإنجليزية)
- دورا و مدينة الذهب المفقودة على موقع ليتربوكسد (الإنجليزية)

- دورا ومدينة الذهب المفقودة  في قاعدة بيانات الأفلام على الإنترنت (بالإنجليزية)